# Tías
Tías è un comune spagnolo di 19 849 abitanti situato nella comunità autonoma delle Canarie.

È posizionato nella zona sud-est dell'isola di Lanzarote nell'arcipelago delle Isole Canarie, nei pressi della capitale dell'isola, Arrecife.

L'economia è sostenuta in maggior parte dal turismo, in quanto la più grande zona turistica dell'isola, Puerto del Carmen, fa parte del comune di Tías. Inoltre è stata la località che ha ospitato il primo hotel costruito sull'isola.

## Comuni gemellati
- Adeje, Spagna
- Azinhaga, Portogallo
- Castril, Spagna
- Llanes, Spagna